# Premio Carmen Adarraga
El Premio Carmen Adarraga es un premio deportivo vasco.
En el año 2016 la Diputación de Guipúzcoa, instituyó el premio para destacar a mujeres destacables en el deporte por su actitud, su carrera y trayectoria.
El premio se denomina así en honor a Carmen Adarraga.

## Histórico
Estas son las premiadas:
- 2016: Coro Fuentes
- 2017: Mari Ayestaran
- 2018: Raquetistas (colectivo de mujeres que entre 1917 y 1980 jugaron profesionalmente en los frontones vascos)
- 2019: Nieves Alza
- 2020: Arantza del Puerto
- 2021: Carmen Díez Mintegi
- 2022: Azu Muguruza